# Olympische Winterspiele 1988/Teilnehmer (Österreich)
| Gelbes Symbol für Goldmedaillen mit stilisierten Olympischen Ringen | Graues Symbol für Silbermedaillen mit stilisierten Olympischen Ringen | Braundes Symbol für Bronzemedaillen mit stilisierten Olympischen Ringen |
| ------------------------------------------------------------------- | --------------------------------------------------------------------- | ----------------------------------------------------------------------- |
| 3                                                                   | 5                                                                     | 2                                                                       |

Österreich nahm an den Olympischen Winterspielen 1988 im kanadischen Calgary mit 81 Athleten, 66 Männer und 15 Frauen, in zehn Sportarten teil.

## Flaggenträger
Der Alpine Skirennläufer Leonhard Stock trug die Flagge Österreichs während der Eröffnungsfeier.

## Medaillen
Das österreichische Team belegte mit zehn Medaillen den sechsten Platz im Medaillenspiegel. Die Winterspiele von Calgary machten die Schlappe von Sarajevo, als nur eine einzige Bronzemedaille gewonnen werden konnte, wieder wett.

### Medaillenspiegel
| Rang   | Sportart              | Gold | Silber | Bronze | Gesamt |
| ------ | --------------------- | ---- | ------ | ------ | ------ |
| 1      | Ski Alpin             | 3    | 3      | —      | 6      |
| 2      | Eisschnelllauf        | —    | 1      | 1      | 2      |
| 2      | Nordische Kombination | —    | 1      | 1      | 2      |
| Gesamt | Gesamt                | 3    | 5      | 2      | 10     |

### Medaillengewinner
Erfolgreichste Sportler wurde der Skirennläufer Hubert Strolz mit einer Gold- und einer Silbermedaille. Danach folgten Eisschnellläufer Michael Hadschieff und der nordische Kombinierer Klaus Sulzenbacher, die jeweils eine Silber- und eine Bronzemedaillen gewinnen konnten.
| Name/n                                             | Sportart              | Wettkampf    |
| -------------------------------------------------- | --------------------- | ------------ |
| Gold                                               |                       |              |
| Hubert Strolz                                      | Ski Alpin             | Kombination  |
| Anita Wachter                                      | Ski Alpin             | Kombination  |
| Sigrid Wolf                                        | Ski Alpin             | Super-G      |
| Silber                                             |                       |              |
| Bernhard Gstrein                                   | Ski Alpin             | Kombination  |
| Hubert Strolz                                      | Ski Alpin             | Riesenslalom |
| Helmut Mayer                                       | Ski Alpin             | Super-G      |
| Klaus Sulzenbacher                                 | Nordische Kombination | Einzel       |
| Michael Hadschieff                                 | Eisschnelllauf        | 10.000 Meter |
| Bronze                                             |                       |              |
| Michael Hadschieff                                 | Eisschnelllauf        | 1500 Meter   |
| Hansjörg Aschenwald Günter Csar Klaus Sulzenbacher | Nordische Kombination | Mannschaft   |

## Teilnehmer nach Sportarten

### Biathlon
| Athleten                                                           | Wettbewerbe        | Zeit        | Fehler      | Rang |
| ------------------------------------------------------------------ | ------------------ | ----------- | ----------- | ---- |
| Alfred Eder                                                        | 10 km Sprint       | 27:57,3 min | 2 (0+2)     | 40   |
| Alfred Eder                                                        | 20 km Einzel       | 1:01:39,7 h | 6 (3+2+1+0) | 26   |
| Bruno Hofstätter                                                   | 10 km Sprint       | 27:02,8 min | 1 (0+1)     | 23   |
| Bruno Hofstätter                                                   | 20 km Einzel       | 1:01:05,1 h | 4 (1+1+0+2) | 24   |
| Egon Leitner                                                       | 10 km Sprint       | 27:42,4 min | 2 (0+2)     | 37   |
| Egon Leitner                                                       | 20 km Einzel       | 1:01:52,3 h | 3 (1+1+1+0) | 27   |
| Franz Schuler                                                      | 10 km Sprint       | 26:45,0 min | 1 (0+1)     | 17   |
| Franz Schuler                                                      | 20 km Einzel       | 1:03:24,5 h | 8 (1+4+1+2) | 36   |
| Anton Lengauer-Stockner Bruno Hofstätter Franz Schuler Alfred Eder | 4 × 7,5 km Staffel | 1:24:17,6 h | 0           | 4    |

### Bob
| Athleten                                            | Wettbewerb | Lauf 1  | Lauf 2  | Lauf 3      | Lauf 4  | Gesamt      | Gesamt |
| Athleten                                            | Wettbewerb | Lauf 1  | Lauf 2  | Lauf 3      | Lauf 4  | Zeit        | Rang   |
| --------------------------------------------------- | ---------- | ------- | ------- | ----------- | ------- | ----------- | ------ |
| Ingo Appelt Harald Winkler                          | Zweierbob  | 57,22 s | 59,83 s | 1:00,00 min | 59,44 s | 3:56,49 min | 5      |
| Peter Kienast Christian Mark                        | Zweierbob  | 58,19 s | 58,96 s | 1:00,48 min | 59,28 s | 3:56,91 min | 8      |
| Peter Kienast Franz Siegl Christian Mark Kurt Teigl | Viererbob  | 57,07 s | 57,40 s | 56,27 s     | 57,91 s | 3:48,65 min | 6      |
| Ingo Appelt Josef Muigg Gerhard Redl Harald Winkler | Viererbob  | 56,93 s | 57,51 s | 56,41 s     | 58,10 s | 3:48,95 min | 7      |

### Eishockey
| Athleten |                                                                                   |
| Robert Mack Brian Stankiewicz Andreas Salat Konrad Dorn Bernie Hutz Martin Platzer Robin Sadler Mike Shea Hans Sulzer Gert Kompajn Peter Znenahlik Thomas Cijan Kelly Greenbank Kurt Harand Werner Kerth Rudolf König Günter Koren Ed Lebler Manfred Mühr Herbert Pöck Gerhard Pusnik Peter Raffl Silvio Szybisti |                                                                                   |
| Vorrunde | USA (6:10) UdSSR (1:8) BR Deutschland (1:3) Tschechoslowakei (0:4) Norwegen (4:4) |
| Spiel um Platz 11 | -                                                                                 |
| Spiel um Platz 9 | Polen (2:3)                                                                       |
| Spiel um Platz 7 | -                                                                                 |
| Finalrunde (Platz 1–6) | -                                                                                 |
| Platz | 9                                                                                 |

### Eiskunstlauf
| Athleten                    | Wettbewerbe | Pflicht/Pflichttanz | Kurzprogramm/ Originaltanz | Kür | Platzziffer | Gesamt | Gesamt |
| Athleten                    | Wettbewerbe | Pflicht/Pflichttanz | Kurzprogramm/ Originaltanz | Kür | Platzziffer | Punkte | Rang   |
| --------------------------- | ----------- | ------------------- | -------------------------- | --- | ----------- | ------ | ------ |
| Christoff Beck Kathrin Beck | Eistanz     | 5                   | 5                          | 5   | 10          | 10,0   | 5      |

### Eisschnelllauf
| Athlet               | Wettbewerb | Zeit         | Rang   |
| -------------------- | ---------- | ------------ | ------ |
| Frauen               |            |              |        |
| Emese Nemeth-Hunyady | 500 m      | 41,38 s      | 19     |
| Emese Nemeth-Hunyady | 1000 m     | 1:22,22 min  | 16     |
| Emese Nemeth-Hunyady | 1500 m     | DNS          | DNS    |
| Emese Nemeth-Hunyady | 3000 m     | 4:27,56 min  | 14     |
| Emese Nemeth-Hunyady | 5000 m     | DNS          | DNS    |
| Männer               |            |              |        |
| Michael Hadschieff   | 500 m      | 37,90 s      | 26     |
| Michael Hadschieff   | 1000 m     | 1:13,84 min  | 6      |
| Michael Hadschieff   | 1500 m     | 1:52,31 min  | Bronze |
| Michael Hadschieff   | 5000 m     | 6:48,72 min  | 5      |
| Michael Hadschieff   | 10.000 m   | 13:56,11 min | Silber |
| Christian Eminger    | 500 m      | 39,70 s      | 34     |
| Christian Eminger    | 5000 m     | 6:57,22 min  | 20     |
| Christian Eminger    | 10.000 m   | 14:30,21 min | 19     |

### Nordische Kombination
| Athleten                                           | Wettbewerb | Skispringen | Skispringen | Langlauf    | Langlauf | Rang   |
| Athleten                                           | Wettbewerb | Punkte      | Rang        | Zeit        | Rang     | Rang   |
| -------------------------------------------------- | ---------- | ----------- | ----------- | ----------- | -------- | ------ |
| Männer                                             |            |             |             |             |          |        |
| Klaus Sulzenbacher                                 | Einzel     | 228,5       | 1           | 39:46,5 min | 17       | Silber |
| Klaus Ofner                                        | Einzel     | 208,9       | 11          | 41:15,6 min | 31       | 22     |
| Hansjörg Aschenwald                                | Einzel     | 214,1       | 7           | 42:19,5 min | 40       | 24     |
| Günter Csar                                        | Einzel     | 196,2       | 25          | 41:40,8 min | 37       | 34     |
| Hansjörg Aschenwald Günter Csar Klaus Sulzenbacher | Mannschaft | 626,6       | 2           | 1:21:00,9 h | 9        | Bronze |

### Rennrodeln
| Athlet                                | Wettbewerb   | Lauf 1   | Lauf 2   | Lauf 3   | Lauf 4   | Gesamt       | Gesamt |
| Athlet                                | Wettbewerb   | Lauf 1   | Lauf 2   | Lauf 3   | Lauf 4   | Zeit         | Rang   |
| ------------------------------------- | ------------ | -------- | -------- | -------- | -------- | ------------ | ------ |
| Frauen                                |              |          |          |          |          |              |        |
| Andrea Tagwerker                      | Einsitzer    | 46,787 s | 47,140 s | 46,735 s | 46,839 s | 3:07,501 min | 12     |
| Männer                                |              |          |          |          |          |              |        |
| Markus Prock                          | Einsitzer    | 46,637 s | 46,632 s | 47,637 s | 46,829 s | 3:07,735 min | 11     |
| Otto Mayregger                        | Einsitzer    | 46,777 s | 46,986 s | 46,925 s | 46,931 s | 3:07,619 min | 9      |
| Gerhard Sandbichler                   | Einsitzer    | 46,911 s | 46,990 s | DSQ      | DSQ      | DSQ          | DSQ    |
| Georg Fluckinger Robert Manzenreiter  | Doppelsitzer | 46,135 s | 46,229 s | -        | -        | 1:32,364 min | 5      |
| Gerhard Sandbichler Franz Lechleitner | Doppelsitzer | 46,771 s | 46,691 s | -        | -        | 1:33,462 min | 12     |

### Ski Alpin
| Athleten                | Wettbewerbe  | 1. Lauf             | 2. Lauf             | Gesamt               | Gesamt |
| Athleten                | Wettbewerbe  | 1. Lauf             | 2. Lauf             | Zeit                 | Rang   |
| ----------------------- | ------------ | ------------------- | ------------------- | -------------------- | ------ |
| Frauen                  |              |                     |                     |                      |        |
| Petra Kronberger        | Abfahrt      | -                   | -                   | 1:27,03 min          | 6      |
| Petra Kronberger        | Riesenslalom | 1:02,41 min         | 1:09,90 min         | 2:12,31 min          | 14     |
| Petra Kronberger        | Kombination  | 1:18,36 min (29,32) | 1:27,78 min (58,69) | 2:46,14 min (92,86)  | 11     |
| Elisabeth Kirchler      | Abfahrt      | -                   | -                   | 1:27,19 min          | 8      |
| Elisabeth Kirchler      | Super-G      | -                   | -                   | 1:21,16 min          | 15     |
| Anita Wachter           | Abfahrt      | DNF                 | DNF                 | DNF                  | DNF    |
| Anita Wachter           | Super-G      | -                   | -                   | 1:20,36 min          | 5      |
| Anita Wachter           | Riesenslalom | 1:00,23 min         | 1:08,15 min         | 2:08,38 min          | 7      |
| Anita Wachter           | Slalom       | DNF                 | DNF                 | DNF                  | DNF    |
| Anita Wachter           | Kombination  | 1:17,14 min (10,49) | 1:22,97 min (18,76) | 2:40,11 min (29,25)  | Gold   |
| Sigrid Wolf             | Abfahrt      | DNF                 | DNF                 | DNF                  | DNF    |
| Sigrid Wolf             | Super-G      | -                   | -                   | 1:19,03 min          | Gold   |
| Sigrid Wolf             | Riesenslalom | DNF                 | DNF                 | DNF                  | DNF    |
| Sylvia Eder             | Super-G      | -                   | -                   | 1:22,39 min          | 25     |
| Sylvia Eder             | Kombination  | 1:19,68 min (49,69) | 1:25,91 min (43,17) | 2:45,59 min (92,86)  | 12     |
| Ulrike Maier            | Riesenslalom | 1:01,41 min         | 1:06,69 min         | 2:08,10 min          | 6      |
| Ulrike Maier            | Slalom       | 50,94 s             | 49,60 s             | 1:40,54 min          | 10     |
| Ulrike Maier            | Kombination  | DNF                 | DNF                 | DNF                  | DNF    |
| Roswitha Steiner        | Slalom       | 50,43 s             | 48,34 s             | 1:38,77 min          | 4      |
| Ida Ladstätter          | Slalom       | 49,71 s             | 49,88 s             | 1:39,59 min          | 5      |
| Männer                  |              |                     |                     |                      |        |
| Leonhard Stock          | Abfahrt      | -                   | -                   | 2:01,56 min          | 4      |
| Leonhard Stock          | Super-G      | -                   | -                   | 1:42,36 min          | 8      |
| Gerhard Pfaffenbichler: | Abfahrt      | -                   | -                   | 2:02,02 min          | 5      |
| Anton Steiner           | Abfahrt      | -                   | -                   | 2:02,19 min          | 7      |
| Günther Mader           | Abfahrt      | -                   | -                   | 2:03,96 min          | 19     |
| Günther Mader           | Super-G      | -                   | -                   | 1:41,96 min          | 5      |
| Günther Mader           | Riesenslalom | 1:06,74 min         | 1:03,30 min         | 2:10,04 min          | 11     |
| Günther Mader           | Slalom       | 52,69 s             | DNF                 | DNF                  | DNF    |
| Günther Mader           | Kombination  | 1:49,56 min (29,36) | DNF                 | DNF                  | DNF    |
| Helmut Mayer            | Super-G      | -                   | -                   | 1:40,96 min          | Silber |
| Helmut Mayer            | Riesenslalom | 1:06,32 min         | 1:02,77 min         | 2:09,09 min          | 7      |
| Hubert Strolz           | Super-G      | -                   | -                   | 1:41,11 min          | 4      |
| Hubert Strolz           | Riesenslalom | 1:05,05 min         | 1:02,36 min         | 2:07,41 min          | Silber |
| Hubert Strolz           | Kombination  | 1:48,51 min (17,77) | 1:27,31 min (18,78) | 3:15,82 min (36,55)  | Gold   |
| Rudi Nierlich           | Riesenslalom | 1:05,75 min         | 1:03,17 min         | 2:08,92 min          | 5      |
| Rudi Nierlich           | Slalom       | DNF                 | DNF                 | DNF                  | DNF    |
| Bernhard Gstrein        | Slalom       | 51,87 s             | 48,21 s             | 1:40,08 min          | 4      |
| Bernhard Gstrein        | Kombination  | 1:50,20 min (36,43) | 1:25,82 min (7,02)  | 3:16,02 min (43,45)  | Silber |
| Thomas Stangassinger    | Slalom       | 52,42 s             | DNF                 | DNF                  | DNF    |
| Thomas Stangassinger    | Kombination  | 1:54,70 min (86,09) | 1:27,69 min (21,77) | 3:22,39 min (107,86) | 13     |

### Skilanglauf
| Athleten                                                     | Wettbewerbe       | Zeit        | Rang |
| ------------------------------------------------------------ | ----------------- | ----------- | ---- |
| Frauen                                                       |                   |             |      |
| Cornelia Sulzer                                              | 5 km klassisch    | 16:09,7 min | 20   |
| Cornelia Sulzer                                              | 10 km klassisch   | 32:17,1 min | 26   |
| Cornelia Sulzer                                              | 20 km Freistil    | 1:03:01,2 h | 37   |
| Maria Theurl                                                 | 5 km klassisch    | 16:36,6 min | 34   |
| Maria Theurl                                                 | 10 km klassisch   | DNF         | DNF  |
| Margot Kober                                                 | 5 km klassisch    | 16:49,2 min | 36   |
| Margot Kober                                                 | 10 km klassisch   | 33:22,2 min | 34   |
| Margot Kober                                                 | 20 km Freistil    | DNF         | DNF  |
| Hildegard Embacher                                           | 5 km klassisch    | 17:18,6 min | 45   |
| Hildegard Embacher                                           | 10 km klassisch   | 34:53,2 min | 42   |
| Hildegard Embacher                                           | 20 km Freistil    | 1:07:35,1 h | 50   |
| Männer                                                       |                   |             |      |
| Alois Schwarz                                                | 15 km klassisch   | 45:06,9 min | 31   |
| Alois Schwarz                                                | 30 km klassisch   | 1:29:34,4 h | 18   |
| Alois Schwarz                                                | 50 km Freistil    | 2:17:03,5 h | 41   |
| André Blatter                                                | 15 km klassisch   | 45:12,2 min | 32   |
| André Blatter                                                | 50 km Freistil    | 2:10:43,4 h | 19   |
| Alois Stadlober                                              | 15 km klassisch   | 45:38,5 min | 36   |
| Alois Stadlober                                              | 30 km klassisch   | 1:32:00,0 h | 33   |
| Alois Stadlober                                              | 50 km Freistil    | DNF         | DNF  |
| Johann Standmann                                             | 15 km klassisch   | 46:04,6 min | 42   |
| Johann Standmann                                             | 30 km klassisch   | 1:34:34,8 h | 44   |
| Johann Standmann                                             | 50 km Freistil    | 2:14:39,3 h | 36   |
| Alois Schwarz André Blatter Johann Standmann Alois Stadlober | 4 × 10 km Staffel | 1:49:14,5 h | 10   |

### Skispringen
| Athleten                                                   | Wettbewerb             | 1. Durchgang | 1. Durchgang | 2. Durchgang | 2. Durchgang | Gesamt | Gesamt |
| Athleten                                                   | Wettbewerb             | Weite        | Punkte       | Weite        | Punkte       | Punkte | Rang   |
| ---------------------------------------------------------- | ---------------------- | ------------ | ------------ | ------------ | ------------ | ------ | ------ |
| Heinz Kuttin                                               | Normalschanze          | 87,0 m       | 105,3        | 80,5 m       | 94,4         | 199,7  | 6      |
| Heinz Kuttin                                               | Großschanze            | 112,0        | 108,2        | 98,5 m       | 85,3         | 193,5  | 12     |
| Andreas Felder                                             | Normalschanze          | 80,5 m       | 96,9         | 81,0 m       | 95,2         | 192,1  | 12     |
| Andreas Felder                                             | Großschanze            | 113,5 m      | 110,3        | 103,0 m      | 93,6         | 203,9  | 6      |
| Günther Stranner                                           | Normalschanze          | 83,5 m       | 98,7         | 78,0 m       | 87,9         | 186,6  | 20     |
| Günther Stranner                                           | Großschanze            | 112,0 m      | 106,7        | 94,5 m       | 78,2         | 184,9  | 20     |
| Ernst Vettori                                              | Normalschanze          | 79,5 m       | 94,8         | 76,0 m       | 86,7         | 181,5  | 24     |
| Ernst Vettori                                              | Großschanze            | 103,0        | 94,1         | 96,5 m       | 82,5         | 176,6  | 28     |
| Ernst Vettori Heinz Kuttin Günther Stranner Andreas Felder | Großschanze Mannschaft |              | 287,2        |              | 290,4        | 577,6  | 5      |